# Josias Wolrat Brützel
Josias Wolrat Brützel (auch Josias Wolrad Brützel; * 1653 in Immighausen; † 1733 ebenda) war ein deutscher Bildschnitzer, Bildhauer und Tischler des Barocks.

## Leben
Brützel wurde in Immighausen, heute Stadtteil von Lichtenfels im Landkreis Waldeck-Frankenberg in Nordhessen geboren und verstarb auch dort. Er lernte das Handwerk des Tischlers, arbeitete sich jedoch zu einem Bildschnitzer und Bildhauer mit großer Kunstfertigkeit und Ausstrahlung empor. Er schuf viele sehenswerte Kunstwerke, insbesondere Kanzeln, Kanzelaltäre und Altarretabel, die noch heute viele Kirchen im Bereich des ehemaligen Fürstentums Waldeck zieren. Das prächtige geschnitzte Barockportal des Hartwig’schen Hauses in Korbach stammt ebenfalls aus seiner Werkstatt. In Brützels Anfangszeit überwog, wie bei dem ebenfalls aus Immighausen stammenden Jost Schilling, die Flachschnitzerei, aber im Laufe der Jahre zeigten seine Werke größere barocke Körperlichkeit und dekorative Vielfalt mit prachtvoll geschnitzten Frucht- und Blumengehängen aus Granatäpfeln, Weintrauben, Laub und Rosen, Engeln und Engelsköpfen.

## Werke (Auswahl)

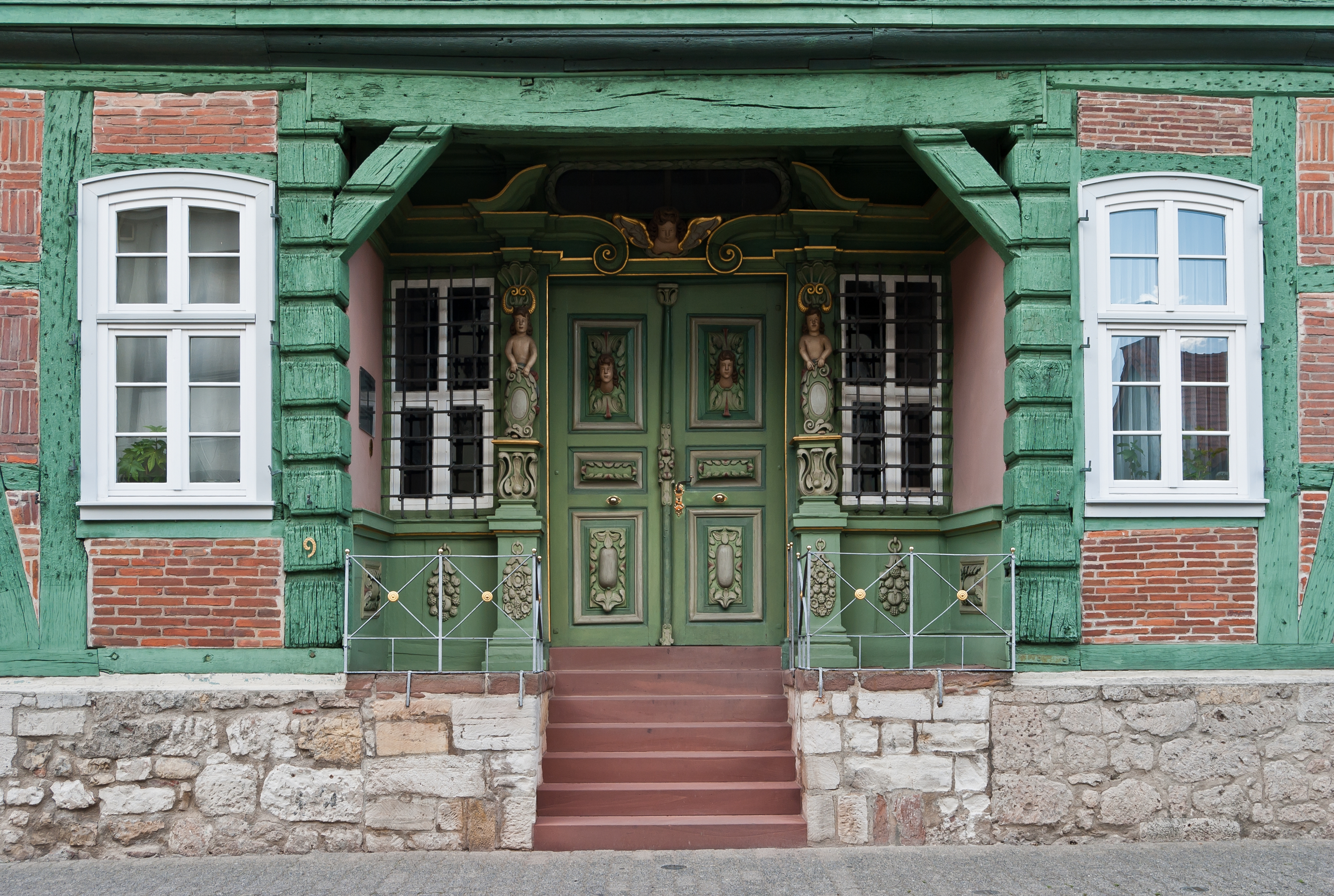
Hartwig’sches Haus in Korbach: Barockportal – Erbaut 1720

- Altwildungen, ev. Philipp-Nicolai-Kirche: Figuren der Kanzel
- Eimelrod, Ev. Kirche: Kanzelkorb von 1697 (die beiden prachtvollen Seitenflügel des ehemaligen Kanzelaltars befinden sich heute im Korbacher Museum)[2]
- Fürstenberg, Ev. Kirche: Altar von 1693[3]
- Höringhausen, Kirche: Kanzel
- Kohlgrund, Ev. Kirche: Altar[4]
- Korbach, Hartwig’sches Haus: Portal[5]
- Meineringhausen, Ev. Kirche: Altaraufsatz[6]
- Münden, Ev. Kirche: Altaraufsatz von 1701
- Neerdar, St. Pankratius-Kirche: Altaraufsatz von 1692[7][8][9]
- Nieder-Ense, Ev. St. Petrus-Kirche: fünf Meter hoher Altar von 1700[10][11]
- Obernburg, Ev. Kirche: Portal und Kruzifix[12]
- Sachsenberg, Stadtkirche: Kanzelaltar von 1708[13]
- Schweinsbühl, Ev. St. Georg-Kirche: Altaraufsatz von 1699[14]
- Usseln, Kilianskirche: Altar von 1693[15]
- Wellen, Dorfkirche: Kanzel von 1709 (sie stand ursprünglich in der Kirche von Berndorf)[16][17]
- Welleringhausen, Abrahamskirche: Portal und Gestühl von 1675, Kanzel und Tabernakel von 1702 (die Brützelsche Empore ist nicht mehr erhalten)[1][18][19]